# Andørja (isla)
Andørja es una isla en el municipio de Ibestad en Troms, Noruega. Está a 25 km al este de Harstad. La isla es exclusivamente de Ibestad, aunque entre 1926 y 1964 fue un municipio independiente (Andørja). La mayor concentración de población es el área de Å - Ånstad - Laupstad con 205 habitantes.  La iglesia de Andørja Church se localiza en Engenes, en la punta noroeste.

## Geografía
El Vågsfjorden se extiende por el norte y oeste de la isla y el Astafjorden fluye por la zona sureste. El estrecho Bygda está entre Andørja y la isla de Rolla por el oeste y el estrecho de Mjøsund se ubica entre Andørja y la Noruega continental en el este.
El puente de Mjøsund conecta Andørja (a través del estrecho de Mjøsund) con tierra firme y el Túnel de Ibestad une Andørja con Rolla.
El punto más alto es la montaña Langlitinden, siendo la más alta de Noruega en una isla. El fiordo de Straumsbotn corta en la isla desde el norte.

## Etimología
El significado del nombre (nórdico antiguo: Andyrja) no está claro, pero una teoría plantea que el primer elemento del caso genitivo, "and" proviene de la palabra para "contra" el segundo elemento, " yrja" significa "grava" o "rocas", quizá haciendo referencia a las olas que golpean la costas.